# Grenada a 2016. évi nyári olimpiai játékokon
Grenada a brazíliai Rio de Janeiróban megrendezett 2016. évi nyári olimpiai játékok egyik részt vevő nemzete volt. Az országot az olimpián 2 sportágban 7 sportoló képviselte, akik összesen 1 érmet szereztek.

## Érmesek
| Érem  | Versenyző    | Sportág  | Versenyszám |
| ----- | ------------ | -------- | ----------- |
| Ezüst | Kirani James | Atlétika | Férfi 400 m |

## Atlétika
Férfi
| Versenyző     | Versenyszám | Előfutam | Előfutam | Előfutam | Elődöntő | Elődöntő | Elődöntő | Döntő | Döntő    |
| Versenyző     | Versenyszám | Idő      | Hely.    | Össz.    | Idő      | Hely.    | Össz.    | Idő   | Helyezés |
| ------------- | ----------- | -------- | -------- | -------- | -------- | -------- | -------- | ----- | -------- |
| Kirani James  | 400 m       | 44,93    | 1.       | 1.       | 44,02    | 1.       | 1.       | 43,76 |          |
| Bralon Taplin | 400 m       | 45,15    | 1.       | 4.       | 44,44    | 1.       | 4.       | 44,45 | 7.       |

| Versenyző     | Versenyszám | 100 m | 100 m | Távolugrás | Távolugrás | Súlylökés | Súlylökés | Magasugrás | Magasugrás | 400 m | 400 m | 110 m gát | 110 m gát | Diszkoszvetés | Diszkoszvetés | Rúdugrás | Rúdugrás | Gerelyhajítás | Gerelyhajítás | 1500 m  | 1500 m | Végeredmény | Végeredmény |
| Versenyző     | Versenyszám | Idő   | Pont  | Eredmény   | Pont       | Eredmény  | Pont      | Eredmény   | Pont       | Idő   | Pont  | Idő       | Pont      | Eredmény      | Pont          | Eredmény | Pont     | Eredmény      | Pont          | Idő     | Pont   | Pont        | Helyezés    |
| ------------- | ----------- | ----- | ----- | ---------- | ---------- | --------- | --------- | ---------- | ---------- | ----- | ----- | --------- | --------- | ------------- | ------------- | -------- | -------- | ------------- | ------------- | ------- | ------ | ----------- | ----------- |
| Kurt Felix    | Tízpróba    | 10,93 | 876   | 742 cm     | 915        | 14,77 m   | 776       | 207 cm     | 868        | 49,14 | 855   | 14,79     | 875       | 45,10 m       | 769           | 450 cm   | 760      | 69,92 m       | 888           | 4:30,53 | 741    | 8323        | 9.          |
| Lindon Victor | Tízpróba    | 10,83 | 899   | 711 cm     | 840        | 14,80 m   | 777       | 198 cm     | 785        | 49,80 | 824   | 15,74     | 762       | 53,24 m       | 938           | 440 cm   | 731      | 63,54 m       | 791           | 4:44,99 | 649    | 7998        | 16.         |

Női
| Versenyző      | Versenyszám | Előfutam | Előfutam | Előfutam | Elődöntő | Elődöntő | Elődöntő | Döntő   | Döntő    |
| Versenyző      | Versenyszám | Idő      | Hely.    | Össz.    | Idő      | Hely.    | Össz.    | Idő     | Helyezés |
| -------------- | ----------- | -------- | -------- | -------- | -------- | -------- | -------- | ------- | -------- |
| Kanika Beckles | 400 m       | 52,41    | 5.       | 32.      | kiesett  | kiesett  | kiesett  | kiesett | kiesett  |

## Úszás
Férfi
| Versenyző        | Versenyszám | Előfutam | Előfutam | Előfutam | Elődöntő | Elődöntő | Elődöntő | Döntő   | Döntő    |
| Versenyző        | Versenyszám | Idő      | Hely.    | Össz.    | Idő      | Hely.    | Össz.    | Idő     | Helyezés |
| ---------------- | ----------- | -------- | -------- | -------- | -------- | -------- | -------- | ------- | -------- |
| Corey Ollivierre | 100 m mell  | 1:08,68  | 6.       | 46.      | kiesett  | kiesett  | kiesett  | kiesett | kiesett  |

Női
| Versenyző         | Versenyszám    | Előfutam | Előfutam | Előfutam | Elődöntő | Elődöntő | Elődöntő | Döntő   | Döntő    |
| Versenyző         | Versenyszám    | Idő      | Hely.    | Össz.    | Idő      | Hely.    | Össz.    | Idő     | Helyezés |
| ----------------- | -------------- | -------- | -------- | -------- | -------- | -------- | -------- | ------- | -------- |
| Oreoluwa Cherebin | 100 m pillangó | 1:10,40  | 2.       | 41.      | kiesett  | kiesett  | kiesett  | kiesett | kiesett  |